# 82346 Hakos
82346 Hakos è un asteroide della fascia principale. Scoperto nel 2001, presenta un'orbita caratterizzata da un semiasse maggiore pari a 2,2485288 UA e da un'eccentricità di 0,2083034, inclinata di 5,13151° rispetto all'eclittica.
L'asteroide è dedicato all'osservatorio Hakos Gästefarm, sulle pendici della catena dei monti Hakos in Namibia, presso cui è avvenuta la scoperta.